# Ronde van de Algarve 2004
De Ronde van de Algarve 2004 (Portugees: Volta ao Algarve 2004) werd gehouden van 18 tot en met 22 februari in het zuiden van Portugal. Het was de 30ste editie van deze rittenkoers. De ronde wordt sinds 1960 georganiseerd. Titelverdediger was de Deen Claus Michael Møller. Van de 125 gestarte renners bereikten 81 de eindstreep in Alto do Malhão.

## Startlijst
| U.S. Postal Service | Milaneza-Maia | Cofidis |  |
| - 1. Lance Armstrong - 2. José Azevedo - 3. Floyd Landis - 4. Víctor Hugo Peña - 5. Michael Barry - 6. Benjamín Noval - 7. Daniel Rincon - 8. George Hincapie                   | - 11. David Bernabéu - 12. Bruno Castanheira - 13. Vítor Gamito - 14. Hugo Sabido - 15. Ángel Edo - 16. Renato Silva - 17. Paulo Barroso - 18. Gonçalo Amorim                     | - 21. — - 22. Jimmy Engoulvent - 23. Peter Farazijn - 24. Damien Monier - 25. Stuart O'Grady - 26. Staf Scheirlinckx - 27. Janek Tombak - 28. —                                         |  |
| Carvalhelhos-Boavista | Barbot-Gaia | L.A. Pecol |  |
| - 31. Joaquim Sampaio - 32. Celio Sousa - 33. Danail Petrov - 34. Adrián Palomares - 35. André Vital - 36. José Rodrigues - 37. Pedro Soeiro - 38. Ezequiel Mosquera            | - 41. Nuno Alves - 42. Marco Morais - 43. Carlos Pinho - 44. Rui Pinto - 45. Juan Olmo - 46. Martín Garrido - 47. Hugo Lucio - 48. Pedro Martins                                  | - 51. Cândido Barbosa - 52. David García - 53. Pedro Andrade - 54. Pedro Lopes - 55. Jon Bru - 56. Nuno Ribeiro - 57. Luis Pinheiro - 58. Ruben Oarbeascoa                              |  |
| Wurth/Bom Petisto | Asc-Vila Do Conde | Euskaltel-Euskadi |  |
| - 61. Nelson Vitorino - 62. Vidal Fitas - 63. Joaquim Adrego Andrade - 64. Hugo Vitor - 65. Ricardo Costa - 66. Nuño Marta - 67. Luis Bartolomeu - 68. Hélder Miranda           | - 71. Victoriano Fernández - 72. Carlos Alberto Carneiro - 73. Hermano Vieira - 74. Bruno Neves - 75. Israel Nuñez - 76. Óscar Serrano - 77. Sérgio Ribeiro - 78. Cesar Pinto     | - 81. Iker Camaño - 82. Iñaki Isasi - 83. Egoi Martínez - 84. Gorka Verdugo - 85. Joseba Zubeldia - 86. Koldo Fernández - 87. Alberto López - 88. Aketza Peña                           |  |
| Rabobank | RAGT Semences-MG Rover | Jong Vlaanderen 2016 |  |
| - 91. Serge Pauwels - 92. Thomas Dekker - 93. Michiel Elijzen - 94. Marc de Maar - 95. Bas Giling - 96. Bernhard Kohl - 97. Joost Posthuma - 98. Jukka Vastaranta               | - 101. Guillaume Auger - 102. Jérôme Bernard - 103. Éric Berthou - 104. Roman Luhovyy - 105. Frédéric Finot - 106. Christophe Laurent - 107. Klaus Mutschler - 108. Bruno Thibout | - 111. Sjef De Wilde - 112. Kurt Hoevelinck - 113. Aron Huysmans - 114. Sven Renders - 115. Geert Steurs - 116. Pieter Uytterhoeven - 117. Tommy Van De Gehuchte - 118. Stefan Wijnands |  |
| Imoholding/Loule J.H | Antarte - Rota Dos Moveis | Beppi-Ovarense |  |
| - 121. Elio Sousa - 122. Rui Madeira - 123. Ramon Troncoso - 124. Jorge Costa - 125. Fernando Rodriguez - 126. Marco Silvestre - 127. Daniel Cabrita - 128. Juan Manuel Jimenez | - 131. Virgilio Santos - 132. Alberto Benito - 133. Jacek Morajko - 134. Paulo Ferreira - 135. Gerardo Fernández - 136. David Plaza - 137. José Hernández - 138. Francisco Garcia | - 141. Rui Roque - 142. Pedro Ermida - 143. José Oliveira - 144. Alexandre Pinho - 145. Enrique Salgueiro - 146. Jordi Berenguer - 147. Óscar Romero - 148. Fernando Fernández          |  |
| Relax-Bodysol | | |  |
| - 151. Wim De Vocht - 152. Bart Dockx - 153. Gustavo Dominguez - 154. José Miguel Elias - 156. Sébastien Rosseler - 157. Preben Van Hecke - 158. James Vanlandschoot            | | |  |

## Klassementsleiders
| Etappe      | Winnaar         | Algemeen        | Punten          | Berg              | Sprint          |
| 1           | Alberto Benito  | Alberto Benito  | Alberto Benito  | Staf Scheirlinckx | Jordi Berenguer |
| 2           | Cândido Barbosa | Cândido Barbosa | Cândido Barbosa | Staf Scheirlinckx | Jordi Berenguer |
| 3           | Martín Garrido  | Cândido Barbosa | Cândido Barbosa | Joost Posthuma    | Jordi Berenguer |
| 4           | Lance Armstrong | Lance Armstrong | Cândido Barbosa | Joost Posthuma    | Jordi Berenguer |
| 5           | Floyd Landis    | Floyd Landis    | Cândido Barbosa | Gonçalo Amorim    | Jordi Berenguer |
| Eindstanden | Eindstanden     | Floyd Landis    | Cândido Barbosa | Gonçalo Amorim    | Jordi Berenguer |

## Etappe-overzicht
| etappe | datum       | start              | finish         | afstand     | winnaar         | klassementsleider |
| ------ | ----------- | ------------------ | -------------- | ----------- | --------------- | ----------------- |
| 1e     | 18 februari | Albufeira          | Albufeira      | 145 km      | Alberto Benito  | Alberto Benito    |
| 2e     | 19 februari | Castro Marim       | Portimão       | 182,0 km    | Cândido Barbosa | Cândido Barbosa   |
| 3e     | 20 februari | Lagoa              | Lagos          | 180 km      | Martín Garrido  | Cândido Barbosa   |
| 4e     | 21 februari | Santo António      | Tavira         | 24 km (ITT) | Lance Armstrong | Lance Armstrong   |
| 5e     | 22 februari | Parque das Cidades | Alto do Malhão | 178,5 km    | Floyd Landis    | Floyd Landis      |

## Etappe-uitslagen

### 1e etappe
| Albufeira – Albufeira (145 km) |                 |                         |          |
| Plaats                         | Naam            | Ploeg                   | Tijd     |
| Winnaar                        | Alberto Benito  | Antarte-Rota dos Moveis | 3u27'50" |
| 2                              | Cândido Barbosa | LA-Pecol                | z.t.     |
| 3                              | Ángel Edo       | Milaneza-Maia           | z.t.     |

### 2e etappe
| Castro Marim – Portimão (182 km) |                 |                         |          |
| Plaats                           | Naam            | Ploeg                   | Tijd     |
| Winnaar                          | Cândido Barbosa | LA-Pecol                | 4u46'13" |
| 2                                | Alberto Benito  | Antarte-Rota dos Moveis | z.t.     |
| 3                                | Stuart O'Grady  | Cofidis                 | z.t.     |

### 3e etappe
| Lagoa – Lagos (180 km) |                 |             |          |
| Plaats                 | Naam            | Ploeg       | Tijd     |
| Winnaar                | Martín Garrido  | Barbot-Gaia | 4u36'59" |
| 2                      | Stuart O'Grady  | Cofidis     | z.t.     |
| 3                      | Cândido Barbosa | LA-Pecol    | z.t.     |

### 4e etappe
| Santo António – Tavira (individuele tijdrit over 24 km) |                  |                   |          |
| Plaats                                                  | Naam             | Ploeg             | Tijd     |
| Winnaar                                                 | Lance Armstrong  | US Postal Service | 0u31'53" |
| 2                                                       | Floyd Landis     | US Postal Service | +00' 01" |
| 3                                                       | Víctor Hugo Peña | US Postal Service | +00' 12" |

### 5e etappe
| Parque das Cidades – Alto do Malhão (178,5 km) |                 |                   |          |
| Plaats                                         | Naam            | Ploeg             | Tijd     |
| Winnaar                                        | Floyd Landis    | US Postal Service | 4u40'18" |
| 2                                              | Peter Farazijn  | Cofidis           | +00' 05" |
| 3                                              | Cândido Barbosa | LA-Pecol          | z.t.     |

## Eindklassementen
| Plaats    | Naam             | Ploeg             | Tijd      |
| --------- | ---------------- | ----------------- | --------- |
| Gele trui | Floyd Landis     | US Postal Service | 18u03'04" |
| 2         | Víctor Hugo Peña | US Postal Service | + 00' 26" |
| 3         | Cândido Barbosa  | LA-Pecol          | + 00' 45" |
| 4         | Thomas Dekker    | Rabobank          | + 00' 52" |
| 5         | Lance Armstrong  | US Postal Service | + 01' 11" |
| 6         | Pedro Lopes      | LA-Pecol          | + 01' 32" |
| 7         | Joost Posthuma   | Rabobank          | + 01' 34" |
| 8         | Jimmy Engoulvent | Cofidis           | + 01' 35" |
| 9         | David Bernabéu   | Milaneza-Maia     | + 01' 41" |
| 10        | Martín Garrido   | Barbot-Pascoal    | + 01' 43" |
|           |                  |                   |           |
| 27        | Peter Farazijn   | Cofidis           | + 03' 25" |

| Plaats      | Naam            | Ploeg          | Punten |
| ----------- | --------------- | -------------- | ------ |
| Groene trui | Cândido Barbosa | LA-Pecol       | 82     |
| 2           | Stuart O'Grady  | Cofidis        | 51     |
| 3           | Martín Garrido  | Barbot-Pascoal | 45     |

| Plaats    | Naam           | Ploeg          | Punten |
| --------- | -------------- | -------------- | ------ |
| Rode trui | Gonçalo Amorim | Milaneza-Maia  | 19     |
| 2         | Pedro Martins  | Barbot-Pascoal | 12     |
| 3         | Joost Posthuma | Rabobank       | 10     |

| Plaats     | Naam            | Ploeg          | Punten |
| ---------- | --------------- | -------------- | ------ |
| Witte trui | Jordi Berenguer | Beppi-Ovarense | 7      |
| 2          | Joost Posthuma  | Rabobank       | 6      |
| 3          | Jon Bru         | LA-Pecol       | 6      |

| Plaats | Ploeg             | Tijd      |
| ------ | ----------------- | --------- |
|        | US Postal Service | 54u10'34" |
| 2      | Rabobank          | +03' 20"  |
| 3      | LA-Pecol          | +03' 56"  |

1960 · 1961 · 1962-1976 · 1977 · 1978 · 1979 · 1980 · 1981 · 1982 · 1983 · 1984 · 1985 · 1986 · 1987 · 1988 · 1989 · 1990 · 1991 · 1992 · 1993 · 1994 · 1995 · 1996 · 1997 · 1998 · 1999 · 2000 · 2001 · 2002 · 2003 · 2004 · 2005 · 2006 · 2007 · 2008 · 2009 · 2010 · 2011 · 2012 · 2013 · 2014 · 2015 · 2016 · 2017 · 2018 · 2019 · 2020 · 2021 · 2022 · 2023 · 2024 · 2025